# NA-1310
La  NA-1310  es una carretera local perteneciente a la Red de Carreteras de Navarra que se inicia en PK 1,23 de NA-8304 (Bera) y termina en Frontera Francia. Tiene una longitud de 6,47 kilómetros. Es también una ruta internacional (Ruta de Ibardin/Route d'Ibardin) junto con la D-404 (Urruña, Francia).

## Recorrido
| Denominación | Kilómetro | Salida | Carretera | Dirección             |
| ------------ | --------- | ------ | --------- | --------------------- |
| NA-1310      | 0         |        | NA-8304   | Irún Hendaya Pamplona |
| NA-1310      | 0         |        | NA-4410   | Lizuniaga Sare        |
| NA-1310      | 6         |        | D-404     | Ibardin Urruña        |